# Spencer List
Spencer List (6 de abril de 1998) es un actor estadounidense.
List es más conocido de la serie de Fox Fringe donde interpretó a un misterioso niño mudo en el episodio "Inner Child". También ha estado en Law & Order: Special Victims Unit, donde interpretó al hijo de Kevin Walker, el personaje de Leland Orser. List apareció además en Offspring, de Jack Ketchum, en 2009.

## Vida personal
List nació en Florida, pero se mudó a Nueva York a la edad de cuatro años. Comenzó a actuar a una edad temprana, tanto en solitario y también con su hermana melliza Peyton List, ha aparecido en más de 400 anuncios comerciales en varios formatos para diferentes empresas.
List tiene un hermano más joven, Phoenix List, además de su hermana melliza Peyton: ambos son actores y modelos.

## Filmografía

### Cine
| Año  | Título             | Personaje           | Notas                                                       |
| ---- | ------------------ | ------------------- | ----------------------------------------------------------- |
| 2004 | The Veronica Show  |                     |                                                             |
| 2006 | Haskett's Chance   | Owen Haskett        |                                                             |
| 2009 | Offspring          | Rabbit              |                                                             |
| 2010 | Bereavement        | Martin              |                                                             |
| 2011 | Bringing Up Bobby  | Bobby               |                                                             |
| 2011 | The Orphan Killer  | Joven Marcus Miller | También llamada: "Sibling: Marcus Miller the Orphan Killer" |
| 2014 | Night Has Settled  | Oliver Nicholas     | Llamada originalmente: "Spaz"                               |
| 2014 | A Wife's Nightmare | AJ                  |                                                             |
| 2014 | Foreclosure        | Steven              | [ 2 ] [ 3 ]                                                 |
| 2014 | Mockingbird        | Jacob Henry         |                                                             |
| 2016 | Hard Sell          | Jamie               |                                                             |

2010 - Disappearing Days
2016 - Black Dog, Red Dog - Gary - Post-producción

### Televisión
| Año       | Título                            | Personaje     | Observaciones                                                              |
| --------- | --------------------------------- | ------------- | -------------------------------------------------------------------------- |
| 2003      | Law & Order: Special Victims Unit | Tate Walker   | Episodio: "Coerced"                                                        |
| 2004      | One Life to Live                  | Ace           |                                                                            |
| 2006      | Haskett's Chance                  | Owen Haskett  | Película de televisión                                                     |
| 2007      | Saturday Night Live               | Muchacho      | Episodio: "LeBron James/Kanye West" (segmento: "Angry Dog"); no acreditado |
| 2009      | The Wonder Pets                   | Giraffe       | Voz. Episodio: "Job Well Done"                                             |
| 2009      | Fringe                            | el niño       | Episodio: "Inner Child"                                                    |
| 2011      | CSI: Miami                        | Troy Faber    | Episodio: "A Few Dead Men"                                                 |
| 2012      | iCarly                            | Lurvin        | Episodio: "iBattle Chip"                                                   |
| 2014      | A Wife's Worst Nightmare          | AJ            | Lifetime. Película de televisión                                           |
| 2016      | Bunk'd                            | Eric          | Episodio: "Luke's Back" Disney Channel Original Series                     |
| 2018      | The Fosters                       | Carter Hunter | 3 Episodios                                                                |
| 2019-2021 | Good Trouble                      | Carter Hunter | 3 Episodios                                                                |